# فیاض موسوی

## زندگی هنری
فیاض موسوی دانش‌آموختهٔ کارشناسی ادبیات دراماتیک از دانشکده هنرهای زیبای دانشگاه تهران و کارشناسی ارشد کارگردانی از دانشگاه تربیت مدرس است. او ابتدا نویسنده و کارگردان و بازیگر تئاتر بود و تا سال ۱۳۶۹ به صورت حرفه‌ای در تئاتر فعالیت می‌کرد.
از سال ۱۳۶۸ که در صداوسیما استخدام شد به نویسندگی و کارگردانی فیلم و سریال تلویزیونی روی آورد؛ و با نویسندگی، کارگردانی و تهیه‌کنندگی برنامهٔ دنیای جوان کارخود را آغاز کرد.

## فعالیت‌های سینمایی و تلویزیونی
از جمله فیلم‌ها و سریال‌هایی که فیاض موسوی نویسندگی و کارگردانی کرده‌است عبارتند از:
| عنوان                            | سال  | نویسندگی | کارگردانی | تهیه کنندگی |
| -------------------------------- | ---- | -------- | --------- | ----------- |
| برگ و باد (مجموعه تلویزیونی)     | ۱۳۷۶ | آری      | آری       | آری         |
| روزهای مه آلود                   | ۱۳۷۹ | آری      | آری       |             |
| خاتون (مجموعه تلویزیونی ۱۳۸۱)    | ۱۳۸۱ | آری      | آری       |             |
| مهر و ماه                        | ۱۳۸۲ | آری      | آری       |             |
| ما چند نفر (مجموعه تلویزیونی)    | ۱۳۸۵ | آری      | آری       |             |
| یک لحظه دیرتر (مجموعه تلویزیونی) | ۱۳۸۷ | آری      | آری       |             |
| روزگار وصل                       | ۱۳۷۴ | آری      |           |             |
| فاکتور هشت                       | ۱۳۸۷ | آری      |           |             |
| تله‌فیلم به نام گل سرخ            | ۱۳۸۶ | آری      | آری       |             |
| تله‌فیلم اروند                    | ۱۳۸۸ | آری      | آری       |             |
| تله‌فیلم اشک انار                 | ۱۳۸۹ | آری      | آری       |             |
| تله‌فیلم کشتی ارواح               | ۱۳۹۰ | آری      | آری       |             |
| تله‌فیلم روز چهارم                | ۱۳۹۱ | آری      | آری       |             |
| تله‌فیلم ماه نشان                 | ۱۳۹۲ | آری      | آری       |             |
| تله‌فیلم قصه من و دوچرخه بابام    | ۱۳۹۱ | آری      | آری       |             |

## جوایز
- جایزه بهترین کارگردانی برای فیلم بنام گل سرخ از جشنواره علم و فناوری
- جایزه بهترین فیلمنامه برای فیلم اروند / نامزد بهترین کارگردانی/ نامزد بهترین فیلم از جشنواره پلیس[۳]
- جایزه بهترین فیلم و دیپلم افتخار بهترین بازیگر نوجوان برای قصه من و دوچرخه بابام / نامزد بهترین کارگردانی / نامزد بهترین فیلمنامه از جشنواره بین‌المللی کودک و نوجوان اصفهان
- جایزه بهترین کارگردانی برای قصه من و دوچرخه بابام/ جایزه بهترین بازیگر زن / نامزد بهترین فیلم از جشنواره جام جم
- جایزه بهترین بازیگر نوجوان برای قصه من و دوچرخه بابام از جشنواره چین
- جایزه بهترین فیلم برای قصه من و دوچرخه بابام از جشنواره فیلم بوینوس آیرس آرژانتین و …
- منتخب جشنواره‌های زلین، آلمان، پوسان کره، حیدرآباد هند، چین، اسپانیا، آرژانتین و …
- جایزه فیلمنامه برگزیده برای فیلمنامه مرغ عشق از جشنواره اصفهان

## یادداشت
1. ↑  به طریقه ۱۶ میلیمتری با بازی رضا رویگری، مهشید افشارزاده، نیکو خردمند، نعیمه نظام‌دوست و…
2. ↑  با بازی سیروس گرجستانی، انوش نصر، مهران احمدی و…
3. ↑  با بازی مینا جعفرزاده، رضا توکلی، معصومه کریمی و …
4. ↑  با بازی علی نصیریان، لیلا اوتادی، هرمز هدایت، بهزاد خداویسی، عبدالرضا اکبری، رضا توکلی، غزل صارمی، رامین راستاد، مهران احمدی و…
5. ↑  با بازی سام درخشانی، مهدی پاکدل، شبنم قلی خانی، امیررضا دلاوری، برزو ارجمند، مهدی سلوکی، اسماعیل شنگله، عبدالرضا اکبری، بهرام ابراهیمی، مژگان غلامی و امیرمحمد زند و …
6. ↑  چهار اپیزود با بازی یکتا ناصر، هومن برق نورد، علی دهکردی، فرهاد جم، سیروس کهوری نژاد، شهروز ابراهیمی و…
7. ↑  با بازی جمشید گرگین، گوهر خیراندیش و …
8. ↑  با بازی پژمان بازغی، ستاره اسکندری، قطب الدین صادقی، پرویز پورحسینی و…
9. ↑  با بازی  سام درخشانی، غزل صارمی، کیکاووس یاکیده، پرویز پورحسینی و …
10. ↑  با بازی کیکاووس یاکیده، بهزاد خداویسی، رضا توکلی، سیروس کهوری نژاد، رامسین کبریتی، آزاده ریاضی و …
11. ↑  با بازی پاشا رستمی، علی دهکردی، کتایون امیرابراهیمی، سیاوش مفیدی، حسن تسعیری و…
12. ↑  با بازی علیرضا جلالی تبار، عبدالحلیم تقلبی، فرید قبادی، نازآفرین کاظمی و…
13. ↑  با بازی علی دهکردی، سحر ولدبیگی، نیما فلاح، حسن تسعیری و…
14. ↑  با بازی شبنم مقدمی، احمدرضا متین فرد، حسن تسعیری و …